# Ладушкинский городской округ
Ладушкинский городско́й о́круг — муниципальное образование, образованное в границах административно-территориальной единицы город областного значения Ладу́шкин в Калининградской области России.
Административный центр — город Ладушкин.

## География
Ладушкинский городской округ располагается в юго-западной части Калининградской области. Площадь округа 28,2 км². Округ граничит на севере — с Гурьевским районом, на востоке и юге Багратионовским районом, на западе омывается водами Калининградского (Вислинского) залива.

## История
Современный Ладушкинский городской округ располагается на части территории исторической области древней Пруссии именем Вармия.
Указом Президиума Верховного Совета РСФСР от 7 сентября 1946 года «Об административно-территориальном устройстве Калининградской области» образован Ладушкинский район (бывший Хайлигенбайльский) с центром в городе Ладушкин (бывший Людвигсорт).
Решением Калининградского облисполкома от 6 июня 1947 года № 13 образован исполнительный комитет Ладушкинского районного Совета депутатов трудящихся. Управление по гражданским делам Ладушкинского района, исполнявшее административные функции с 7 апреля 1946 года, было упразднёно.
Решением райисполкома 24 октября 1947 года образован Ладушкинский горисполком.
27 апреля 1959 года к Ладушкинскому району была присоединена часть территории упразднённого Калининградского района.
Решением облисполкома от 12 декабря 1962 года № 591 «Об укрупнении сельских районов и отнесении городов районного подчинения к категории городов областного подчинения Калининградской области» Ладушкинский район был присоединён к Багратионовскому району, за исключением города Мамоново.
На основании Указа Президиума Верховного Совета РСФСР от 1 февраля 1963 года «Об укрупнении районов Калининградской области» город Ладушкин вошёл в состав Багратионовского района. Ладушкинский районный Совет народных депутатов и его исполнительный комитет были упразднены. Исполнительно-распорядительным органом стал Ладушкинский городской Совет народных депутатов и его исполнительный комитет.
9 октября 1997 года из состава Багратионовского района было выделено муниципальное образование «Город Ладушкин».
15 мая 2004 года в ходе административной реформы в Российской Федерации муниципальное образование «Город Ладушкин» преобразовано в Ладушкинский городской округ.

## Население
| 2002  | 2010  | 2011  | 2012  | 2013  | 2014  | 2015  | 2016  | 2017  |
| ----- | ----- | ----- | ----- | ----- | ----- | ----- | ----- | ----- |
| 3849  | ↗3877 | ↗3891 | ↗3958 | ↗3972 | ↗4033 | ↗4149 | ↘4106 | ↘4088 |
| 2018  | 2019  | 2020  | 2021  | 2023  | 2024  |       |       |       |
| ↘4020 | ↘3960 | ↗3972 | ↘3761 | ↘3721 | ↗3745 |       |       |       |

Национальный состав
По итогам переписи населения 2020 года проживали следующие национальности (национальности менее 0,1 % и другое, см. в сноске к строке «Другие»):
| Национальность | Численность, чел. | Доля     |
| -------------- | ----------------- | -------- |
| Русские        | 3422              | 90,99 %  |
| Белорусы       | 50                | 1,33 %   |
| Украинцы       | 49                | 1,30 %   |
| Немцы          | 26                | 0,69 %   |
| Азербайджанцы  | 14                | 0,37 %   |
| Таджики        | 14                | 0,37 %   |
| Узбеки         | 7                 | 0,19 %   |
| Поляки         | 5                 | 0,13 %   |
| Казахи         | 5                 | 0,13 %   |
| Молдаване      | 4                 | 0,11 %   |
| Литовцы        | 4                 | 0,11 %   |
| Другие         | 161               | 4,28 %   |
| Итого          | 3761              | 100,00 % |

## Состав городского округа
В состав городского округа входят 3 населённых пункта:
| № | Населённый пункт | Тип населённого пункта        | Население |
| - | ---------------- | ----------------------------- | --------- |
| 1 | Ладушкин         | город, административный центр | ↘3634     |
| 2 | Ладыгино         | посёлок                       | ↗29       |
| 3 | Ульяновка        | посёлок                       | ↗61       |

## Органы власти
Первые секретари Ладушкинского райкома партии
15 марта 1947 года — август 1950 года — Дороченков Сергей Григорьевич,
август 1950 года — май 1952 года — Шкурин Василий Васильевич,
май 1952 года — январь 1958 года — Люлин Роман Иванович,
январь 1958 года — май 1959 года — Колесов Борис Петрович,
май 1959 года — декабрь 1962 года — Миронов Иван Игнатьевич.
Председатели Ладушкинского райисполкома
1947 год — 1950 год — Шкурин Василий Васильевич,
1950 год — 1954 год — Дударенко Павел Александрович,
1954 год — 1957 год — Тихонравов Александр Михайлович,
1957 год — 1962 год — Овсянников Александр Александрович.
Председатели совета депутатов
- Дурнев Николай Викторович

Глава администрации
- Макаров Михаил Михайлович

## Экономика
В 2012 году на территории городского округа зарегистрировано 214 субъектов хозяйственной деятельности.
Градообразующие предприятия:
- ЗАО «Ладушкинское» — услуги по хранению и заморозке рыбных и мясных кормов, 5 холодильников общей площадью более 5 000 тыс. кв.м. Вместимость — более 10 000 тонн;
- ЗАО «Береговое» — выращивание пушных зверей: норки, лисицы, песца;
- ООО «Агропродукт» — производство томатных соусов и кетчупов;
- Приграничное потребительское общество — торговля, общественное питание.

На территории округа расположено одно из крупных звероводческих хозяйств, которое занимается выращиванием норки, а также первичной обработкой пушнины и пошивом меховых изделий.
Общий объём розничного товарооборота за 2012 год составил 86 114 тыс. рублей.